# パシフィックセンチュリープレイス丸の内
パシフィックセンチュリープレイス丸の内（パシフィックセンチュリープレイスまるのうち、英: Pacific Century Place Marunouchi）は、東京都千代田区丸の内の東京駅八重洲口南側にある超高層ビル。八重洲口側の再開発プロジェクトで最初に完成した。
2003年第44回BCS賞を受賞。

## 概要
東京駅八重洲口の旧国鉄所有地（旧国労会館跡地）がレールシティ東開発による建物提案方式で処分されることになり、1997年3月に香港に本社を置く通信系企業のパシフィックセンチュリーグループ(PCCW)が子会社の日本パシフィックセンチュリーグループ（PCGJ）を通じ落札。外資系として最大の11億米ドル（約1,300億円）を投じ再開発を行った。
竹中工務店の主導による鹿島建設とのコンソーシアムが施工、PCP共同設計室（日建設計・竹中工務店）が設計を手掛けた地下4階、地上32階建てのタワーは、地上部は直径約3mのCFT柱4本によって、25層のオフィスを地上から約30m持ち上げて分節化し、シンプルなユニットカーテンウォールにより、透明度の高い外装が実現されている。
内部はオフィスフロア24階、ホテルフロア5階、店舗および駐車場フロア各2階で構成され、最高レベルの耐震性能基準や省エネルギー、省資源対応、最新の電気通信網によるインテリジェントビル機能が備えられた。また、窓ブラインドは省エネの観点から中央制御によりコントロールし、室内灯の点灯との組み合わせにより、ビル壁面に絵や文字を表示することができる。これは、行政への協力や街の雰囲気づくりへの貢献を反映しているもので、情報発信に根ざしたイルミネーションスポットとしての存在価値を狙ったものである。

### 所有者
2006年9月20日にダヴィンチ・アドバイザーズが運営するファンドがPCCWから2000億円で、2009年12月にはセキュアード・キャピタル・ジャパンがダヴィンチから1400億円で、2014年10月にはセキュアードからシンガポール政府投資公社（GIC）が1700億円（推計・金額は非公表）でオフィス部分をそれぞれ買収している。なお、オフィス部分の売却後もホテルはPCCW、商業施設はJR東日本が保有している。

## 施設構成

### オフィス
約1700㎡に及ぶ広い無柱空間のオフィスフロア（約522坪）には、金融や外資系企業などが多数入居し、初期テナント入居率は約8割に達していた。
主なテナント
- 8F 日本リージャス丸の内パシフィックセンチュリープレイス
- 9F SBIウェルネスバンク
- 9F 東京国際クリニック
- 13F 日本リージャス丸の内パシフィックセンチュリープレイス
- 14F ラサール不動産投資顧問
- 15F メルコホールディングス、バッファロー、CFD販売
- 16F エイジェック、シェルジャパン
- 17F FXトレーディングシステムズ、SBIネオトレード証券
- 18F ベライゾンジャパン
- 24F アイアンドエーエス、アイネット証券
- 25F 藤商事
- 26F ISホールディングス、アース・カー、MTG
- 27F 外為オンライン、ビーエイチピー ビリトン ジャパン、レオス・キャピタルワークス
- 28,31F マルハン
- 29F 武蔵コーポレーション
- 30F GCA
- 31F パシフィックセンチュリーグループ、スコシア・セキュリティーズ・アジア・リミテッド 東京支店、ピー・シー・ピー・ディー・インベストメント・リミテッド

### フォーシーズンズホテル丸の内東京
ビルの開業した翌年にオープンしたPCGJの関連会社であるパシフィックセンチュリーホテルが所有するホテル。3階から7階に入り、総客室数は57室。

### グランアージュ
地下1階と、1階および2階の一部分に広がるJR東日本の関連会社である鉄道会館が運営する商業施設。2007年11月、隣にグラントウキョウサウスタワーが開業後、地下でつながり八重洲地下街とも直結となった。
　　　　　　　　　　　　　　　　